# Monte Shuksan
Il monte Shuksan (in inglese Shuksan Mount) è un massiccio glaciale situato nel parco nazionale delle North Cascades, negli Stati Uniti. Lo Shuksan si erge nella contea di Whatcom, nello stato del Washington, immediatamente a est del monte Baker e 18,7 km a sud del confine tra il Canada e gli Stati Uniti d'America. 
Il nome della montagna Shuksan deriva dal termine Lummi [šéqsən], che si dice significhi "alta vetta". Il punto più alto della montagna è un picco noto come Summit Pyramid.
La montagna è composta da scisto verde, basalto oceanico metamorfosato quando il terrane di Easton si scontrò con la costa occidentale del Nord America, circa 120 milioni di anni fa. La montagna è un residuo eroso di un sovrascorrimento formato dalla collisione di Easton.

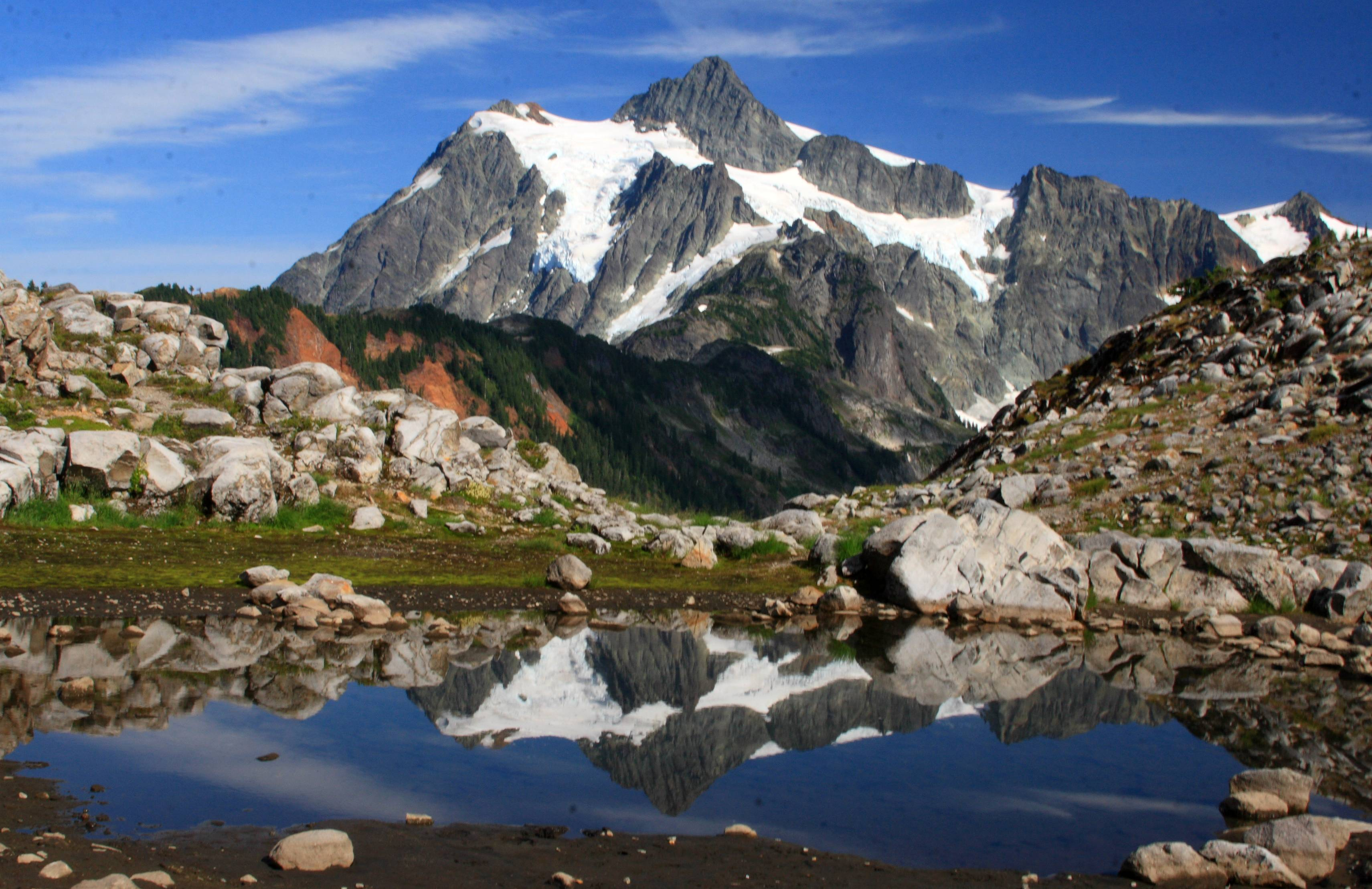
Vista dal lato ovest del monte Shuksan in estate visto da Artist Point

La Mount Baker Highway, nota anche come State Route 542, è tenuta aperta durante l'inverno per mantenere operativo il comprensorio sciistico locale. Alla fine dell'estate, la strada per Artist Point consente ai visitatori di viaggiare qualche chilometro più in alto per una visione più ravvicinata della vetta. Il lago Picture è accessibile dall'autostrada e riflette una completa immagine della montagna, circostanza che lo rende un luogo popolare per la fotografia.
Le cascate del torrente Sulphide, tra le più alte del Nord America, si tuffa dal fianco sud-orientale del monte Shuksan. Vi sono altre quattro cascate locali che si riversano dal monte Shuksan e dalla vicina cresta frastagliata e Seahpo Peak, per lo più provenienti da piccoli nevai e ghiacciai.
Il nome tradizionale del monte Shuksan nella lingua Nooksack è Shéqsan ("piede alto") o Ch'ésqen ("aquila reale").
La prima ascensione del monte Shuksan è solitamente attribuita ad Asahel Curtis e a W. Montelius Price il 7 settembre 1906. Tuttavia, in una lettera all'editore del giornale del club Mazamas, C.E. Rusk attribuì la prima ascesa a Joseph Morowits nel 1897 e affermò anche che l'avrebbe tentata nel 1903 se non fosse stato sicuro che la vetta fosse già stata raggiunta.